# Palacio Huis ten Bosch
El palacio Huis ten Bosch (en español "la casa del bosque") es una de las tres residencias oficiales de la Familia Real Neerlandesa, ubicada en La Haya, Países Bajos, y hogar del monarca de los Países Bajos. El otro palacio real en La Haya, el palacio Noordeinde, se utiliza como lugar de trabajo del monarca. Y  hay una tercera residencia, el Palacio Real de Ámsterdam. Se ha construido una réplica del palacio en Sasebo (Japón), en el parque temático homónimo.

## Historia
La construcción de Huis ten Bosch comenzó el 2 de septiembre de 1645 bajo la dirección de Bartholomeus Drijffhout, según el diseño trazado por Pieter Post y Jacob van Campen. Su realización fue ordenada por la reina Isabel de Bohemia, quien en ese entonces se encontraba exiliada junto con su marido, Federico V. Una vez terminado, se convirtió en el palacio de verano del estatúder Federico Enrique de Orange-Nassau y su esposa, la condesa Amalia de Solms-Braunfels.
Amalia dedicó el palacio a su marido tras la muerte de este en 1647. Al mando del arquitecto Jacob van Campen, grandes artistas de la época, como Gerard van Honthorst, Jacob Jordaens, Thomas Willeboirts Bosschaert, Salomon de Bray y Jan Lievens, llenaron el Oranjezaal (“Salón de Orange”) de pinturas que ensalzaban al difunto príncipe. El salón comedor fue diseñado por Daniel Marot.
Durante el siguiente siglo y medio, la posesión del palacio cambiaría de dueños, pasando por manos de la familia Nassau, el rey de Prusia y varios estatúderes, hasta que los franceses invadieron el país en 1795 y le cedieron el palacio a los bátavos (neerlandeses), quienes lo conservan hasta el día de hoy. El hermano de Napoleón Bonaparte, Luis Napoleón, rey de los Países Bajos, vivió allí durante un corto tiempo entre 1805 y 1807.
Cuando Guillermo I fue proclamado Rey de los Países Bajos, convirtió a Huis ten Bosch en una de sus residencias oficiales. El lugar se transformó en uno de los favoritos de varios miembros de la Familia Real y, durante la Primera Guerra Mundial, fue la residencia principal de la reina Guillermina. La Reina y su familia se vieron forzadas a huir del palacio hacia el Reino Unido (y, desde allí, hacia Canadá), cuando el ejército alemán invadió el país durante la Segunda Guerra Mundial, en mayo de 1940. El mando nazi planeaba demoler el palacio pero el interventor logró convencer a este de no hacerlo; no obstante, el sitio sufrió daños que lo hicieron inhabitable.
Entre 1950 y 1956 se realizaron trabajos de restauración y luego, una vez más, se convirtió en una residencia real. En 1981, volvió a transformarse en la residencia principal.
Huis ten Bosch fue la residencia de la reina Beatriz desde 1981 hasta su abdicación en 2013. El rey Guillermo Alejandro y su familia se mudaron allí el 13 de enero de 2019.
Desde su edificación, el lugar ha pasado por varias reconstrucciones de importancia y, en la actualidad, está formado por un cuerpo central con dos grandes alas. Su longitud aproximada es de 110 metros, de un extremo al otro.